# 唯品会
唯品会（ゆいひんかい、NYSE: VIPS）は中華人民共和国の電子商店街ウェブサイト。広州唯品会信息科技有限公司が運営している。営業品目は主に、ファッション、化粧品、家電、玩具、日用品等その他多様な商品を販売するで電子ショッピングモールとなっている。本社は中国広州市にあり、上海、天津、成都、武漢等に支社や物流倉庫が設置されている。

## 沿革
2012年3月23日、ニューヨーク証券取引所に上場。中国華南地区で初めてニューヨーク証券取引所に上場したネット企業となった。
2021年1月14日、新華社の報道によると国家市場監督管理総局が唯品会に対し、不正競争行為の疑いで調査に入った。

## 唯品閣
時代劇におけるプロダクトプレースメントによるマーケティングの代理店サービスとして「唯品閣」を運営している。